# Elènia de capell groc
El elènia de capell groc (Myiopagis flavivertex) és una espècie d'ocell de la família dels tirànids (Tyrannidae).

## Hàbitat i distribució
Habita els boscos de rivera, localment a les terres baixes fins als 500 m, al sud i est de Veneçuela, Surinam, Guaiana Francesa, nord-est del Perú i Brasil amazònic.